# 후지사토촌 (이와테현)
후지사토촌(藤里村)은 1955년까지 이와테현 에사시군에 존속했던 촌이다. 현재의 오슈시 에사시후지사토에 해당한다.

## 연혁
- 1889년 4월 1일 - 정촌제 시행과 함께 에사시군 후지사토촌이 성립하였다.
- 1955년 2월 10일 - 이데촌, 이나세촌, 오다키촌, 다와라촌, 다마사토촌, 히로세촌,  야나가와촌, 요네사토촌과 합병해 에사시정이 되었다.

## 참고 서적
- 이와테현 정촌합병지, (이와테현 총무부 지방과, 1957)